# بيت قحيم (الحيمة الداخلية)

تعديل مصدري - تعديل

بيت قحيم هي إحدى قرى عزلة بني السياغ بمديرية الحيمة الداخلية التابعة لمحافظة صنعاء، بلغ تعداد سكانها 89 نسمة حسب تعداد اليمن لعام 2004.